# José Núñez de Cáceres
José Núñez de Cáceres y Albor (Ciudad de Santo Domingo, Capitanía General de Santo Domingo, 14 de marzo de 1772 Tamaulipas, México, 11 de septiembre de 1846) fue un literato fabulista, militar, político, periodista y catedrático dominicano. El primero en proclamar la separación dominicana de España y el primero en utilizar la literatura como arma de denuncia social y política en el país.

## Primeros años
Núñez de Cáceres nació el 14 de marzo de 1772, en Santo Domingo. Fue hijo de Francisco Núñez de Cáceres y María Albor Polanco. La madre murió pocos días después de su nacimiento y el 23 de marzo del mismo año fue llevado a la pila bautismal por su tío, el deán José Núñez de Cáceres. Fue criado por María Núñez, una tía que vivía en la pobreza.
Desde su infancia, Núñez de Cáceres demostró gran amor por los estudios, pero su padre era un agricultor y quería que su hijo se dedicara al trabajo del campo, es por eso que no le gustaba que su hijo le prestara más atención a los estudios. Tuvo que estudiar con los libros de sus compañeros de clase porque no tenía todos los libros que necesitaba. Él pudo ganar algo de dinero para ayudar a su tía en la venta de las palomas que un conocido cazaba. A los 23 años, en 1795, Núñez de Cáceres obtuvo el grado de derecho civil, formó una distinguida clientela, y se convirtió en profesor en la Universidad de Santo Tomás de Aquino.

## Carrera política
En 1799, después de la transferencia de la parte este de la isla a Francia en virtud del Tratado de Basilea, la familia de Núñez se trasladó a la Real Audiencia de Puerto Príncipe, hoy Camagüey, Cuba. En esta ciudad, en agosto de 1800, Núñez de Cáceres fue nombrado Relator por Carlos IV y ejerció su profesión de maestro. Núñez de Cáceres también sirvió como asesor del gobierno de La Habana. 
A finales de 1808, después de la reconquista de Santo Domingo por parte de España, regresó a su tierra natal, donde escribió su famosa canción a los vencedores de la batalla de Palo Hincado en los sucesos del 7 de noviembre de 1808. Entre el 29 de junio de 1810 y el 7 de mayo de 1813 fue nombrado Teniente Gobernador, Asesor General y Auditor General del Cuerpo de Servicios del Gobierno de la provincia de Santo Domingo. Fue un destacado jurista y sus mismos adversarios lo consideraron un buen y honesto gobernante que no buscó el enriquecimiento propio. 
Intentó dotar a Santo Domingo de instituciones liberales que crearan prosperidad y progreso. En 1812, ordenó la emisión de papel moneda y adoptó medidas de emergencia. Núñez demostró un afán tenaz por mejorar la ruinosa situación económica de la colonia y tuvo constantes enfrentamientos con las autoridades, especialmente con Juan Sánchez Ramírez.
Núñez de Cáceres estuvo involucrado en problemas con el teniente José Álvarez de Toledo y Dubois, quien había sido nombrado por los españoles como diputado suplente de la Junta a las Cortes de Cádiz. Las ideas revolucionarias de Álvarez de Toledo fueron denunciadas por Núñez de Cáceres, presidente de las Cortes, fundamentándose en dos cartas confidenciales que Álvarez de Toledo había enviado a Juan Sánchez Ramírez. Las Cortes decidieron procesar a Álvarez de Toledo, pero él no pudo ser encontrado. En 1812 un manifiesto impreso en Filadelfia censuró la conducta de las Cortes, lo que hizo que Núñez de Cáceres empezara a ver como una tiranía el estado de cosas en la colonia y comenzó a simpatizar por la independencia de las provincias americanas. 
A la muerte de Sánchez Ramírez, Núñez de Cáceres trató de ocupar un puesto vacante como miembro de la Real Audiencia de Quito pero encontró gran oposición en el tribunal y no lo consiguió. Según su biógrafo, el doctor Morilla, el fracaso en la obtención de la vacante se debió probablemente a su reciente enemistad con Francisco Javier Caro, director de las Indias, quien había protegido y medrado la carrera política de Núñez de Cáceres. Núñez de Cáceres entró en la escena política, después de que Manuel del Monte, familiar de Caro, fue desterrado a la isla de Cuba por Núñez de Cáceres, acusado de conspirar en favor de Haití y esto motivó la animadversión de Caro hacia Núñez. Esta decepción fue uno de los motivos que lo llevaron a realizar su trabajo revolucionario con la finalidad de colocar a la colonia bajo el protectorado de la Gran Colombia, aunque otros hablan de que el interés de Núñez fue la creación de una república federal con Haití, una vez lograda la independencia de la metrópoli. En 1815, amén de su actividad política, volvió a dar clases en la antigua Universidad de Santo Domingo.

## Declaración de independencia
Núñez de Cáceres quería la independencia de la parte oriental de la isla y pedir la incorporación del nuevo estado a la Gran Colombia. Él había tratado de separar a su país de España por un golpe de Estado en la primavera de 1821, pero esto fracasó debido a las medidas tomadas por el gobernador Sebastián Kindelán y O'Regan y por los conspiradores al no recibir una respuesta a tiempo de Simón Bolívar. El gobernador, sin embargo, a pesar de las medidas adoptadas no le dio importancia a la denuncia de la trama, lo que permitió que Núñez de Cáceres enjuiciara al capitán Manuel Martínez por delito de difamación.
En mayo de ese año, arribó a la colonia Pascual Real como nuevo gobernador. Este le dio crédito a las denuncias de conspiración por parte de Núñez de Cáceres y sus seguidores. No obstante, al carecer de tropas se dedicó a observar el comportamiento de los sospechosos y a ganarse la confianza de los principales jefes militares. Por otro lado, haitianófilos conocedores de los planes de Núñez de Cáceres y su gente, explicaron a Boyer la situación política que se vivía en la parte oriental en ese momento.
El 8 de noviembre, el mayor Andrew Amarante comenzó la rebelión anticolonial en Veler y siete días más tarde, actuando con rapidez, la situación se propagó a Dajabón y Monte Cristi. También el mismo día se anunció el Acta Constitutiva de la Independencia, reglas que regirían las funciones generales del nuevo gobierno y la determinación de concluir un acuerdo con la Gran Colombia para establecer un Estado confederado con ella, sin renunciar a la soberanía del país.
El 1 de diciembre, las tropas del batallón, en la oscuridad, tomaron por asalto la fortaleza de Santo Domingo, encerrando dentro de sus muros al gobernador. Al día siguiente se anunció la creación del Estado Independiente de Haití Español (actual República Dominicana). Acto seguido, se enarbola la bandera de Colombia en reemplazo de la de Castilla, se procedió a la lectura de la Declaración de la Independencia Dominicana escrita por Núñez de Cáceres y se estableció una junta de gobierno provisional, cuyo presidente fue el propio Cáceres.  Sin embargo, esa nueva constitución consagraba el mantenimiento de la esclavitud, algo inaceptable para ese tiempo, según palabras de Cáceres «no sería su mano la que de una plumada redujera a la miseria a sus conciudadanos».
Para evitar una invasión de la vecina República de Haití, Núñez de Cáceres envió a Venezuela a uno de los miembros más prominentes de su partido, Antonio María Pineda, para informarle de la situación al «Libertador» Simón Bolívar, pero este se encontraba ausente de Caracas, y ni el vicepresidente Francisco de Paula Santander o el comandante general de la ciudad, el general José Antonio Páez, le prestaron la debida atención, pero esta versión sobre la reacción no tiene sustento, un historiador dominicano, José Gabriel García explica el episodio con estas palabras: “El general Bolívar, que tenía hecha alianza con la victoria, estaba ausente de Bogotá desde los últimos días de 1821, en que inspirado por el dios de la guerra tomó el camino de Guayaquil, para ir a paso de vencedores a cubrirse de gloria en Bomboná. Nada pudo hacer el general José Antonio Páez en favor de los dominicanos, porque ni tenía a la mano los recursos de tropa y dinero que al efecto necesitaba, ni lo urgente de las circunstancias daba tiempo a solicitarlos del gobierno.” 

### Invasión haitiana

Bandera del Haití Español

Casi simultáneamente con la proclamación del «Estado Independiente de Haití Español», llegó a Santo Domingo una comisión de tres enviados de Jean Pierre Boyer, a la sazón presidente de Haití. Consciente de los cambios políticos que tenían lugar en la parte este, el coronel Fremont, jefe de la comisión haitiana, informó al recién nombrado presidente del estado Núñez de Cáceres, que el presidente Boyer daría su apoyo al nuevo gobierno.
Sin embargo, la intención del estado haitiano era invadir la parte Este con el fin de reforzar la unidad e indivisibilidad de la isla. Núñez de Cáceres no encontró el apoyo que buscaba en Colombia y el 11 de enero de 1822, Boyer escribió a Núñez de Cáceres una carta anunciándole su intención de visitar la parte oriental, con un ejército «no como un invasor, sino como un pacificado», al tiempo que advertía que él sería capaz de evitar cualquier obstáculo.
Cuando Núñez de Cáceres leyó ese mensaje, se dio cuenta del peligro que corría la nueva nación. Núñez aceptó las condiciones de los comandantes militares haitianos y el nuevo estado fue puesto al amparo de la legislación haitiana. El sábado 19 de enero, a tan solo siete días después, el mismo Núñez de Cáceres reemplazó la bandera de la Gran Colombia por la de Haití y el sábado 9 de febrero de 1822, entregó al presidente Boyer las llaves de la ciudad de Santo Domingo. 
No obstante, Núñez continuó haciendo esfuerzos clandestinos en busca del apoyo de las autoridades de la Gran Colombia. Boyer se enteró de esas actividades y en agosto de 1822 exigió el exilio de Núñez de Cáceres, argumentando que su presencia era inconveniente en la isla.

## Carrera literaria y periodística
José Núñez de Cáceres también tuvo un papel importante como escritor y profesor. En 1795, fue profesor en la Universidad de Santo Tomás de Aquino. El 6 de enero de 1815, después de reconstruir la antigua Universidad de Santo Domingo, donde había enseñado, volvió a la enseñanza en esta universidad y por los esfuerzos que hizo como capitán general, el claustro de doctores lo eligió como el primer rector del instituto y se acordó que su retrato, costeado por el gremio, se colocará en la sala de conferencia.
José Núñez de Cáceres fundó el 15 de abril de 1821, en Santo Domingo, los periódicos El Telégrafo de Santo Domingo y El Duende, considerados los primeros periódicos nacionales dominicanos. El Telégrafo era informativo y El Duende era de opinión. A través de El Duende, Núñez de Cáceres fue lanzado como un fabulista, ya que aquí se publicaron nueve de sus fábulas. También fundó el periódico El Relámpago. De su estudio se produjeron, entre 1824 y 1826, varios periódicos, libros y folletos. Entre los periódicos están: El Constitucional Caraqueño y La Cometa, un periódico que atacaba duramente a Simón Bolívar, así como los últimos números del periódico El Venezolano. En Venezuela, además de participar en el foro y en el periodismo, escribió otras tres fábulas.
Algunas de las fábulas que escribió fueron: El conejo, la oveja y el lobo, El lobo y el zorro, La araña y el águila y La abeja y abejorros. Estas fábulas fueron firmadas con el seudónimo 'El Fabulista Principiante'. Fue acreditado como el primer fabulista dominicano y uno de los primeros cuentistas en la Hispanoamérica.

### Influencias y legado
En su literatura, Núñez de Cáceres fue un escritor muy sabio y actualizado. Conocía a todos los fabulistas clásicos (Esopo, Fedro, Jean de La Fontaine, Samaniego y Tomás de Iriarte) quienes, conscientemente, influyeron, especialmente en el uso de animales: el águila, la abeja, el burro, la cigüeña, el conejo, el cordero, el búho, el lobo, la mula, el palomo, la raposa. Como persona racional, es común el pastor. De los diecinueve personajes que actúan en los once cuentos del fabulista criollo, trece son encontrados en Iriarte, doce en Esopo y La Fontaine, nueve en Fedro y ocho en Samaniego. Curiosamente, la mula, el caballo, un burro y el abejorro aparecen en dos de las fábulas de Núñez de Cáceres.

## Matrimonio y descendencia
A finales del siglo XVIII, Núñez de Cáceres se casó con Juana de Mata Madrigal Cordero y tuvieron seis hijos: Pedro, nació en Santo Domingo el 2 de abril de 1800; y María de la Merced, en la misma ciudad en el año 1816. Cuando Núñez de Cáceres vivía en Camagüey, Cuba, le nacieron otros tres hijos: José, el 9 de septiembre de 1804, Francisco de Asís, 15 de septiembre de 1805, y Gregorio, el 8 de junio de 1809.

## Últimos años y muerte
A finales de 1822, Núñez de Cáceres vivió con su familia en Maracaibo, Venezuela. En 1824, estuvo en Caracas, ejerciendo el oficio de impresor. Más tarde, después de su participación en algunos periódicos del país, estalló el movimiento separatista de La Cosiata, a la que se incorporó activamente. El 5 de mayo de 1826, cuando la Municipalidad de Caracas decidió dar plenos poderes al general José Antonio Páez y unirse a la revolución iniciada en Valencia, José Núñez de Cáceres fue elegido, junto con Pedro Pablo Díaz, para llevar la noticia a Páez. El 14 de mayo, Núñez de Cáceres estuvo a su lado cuando en Valencia reafirmó su desobediencia a las autoridades de Bogotá. Posteriormente, Páez designó a Núñez como secretario privado y consejero, cargo que ocupó hasta principios de enero de 1827. Con dicho cargo obligó a Bolívar a destetar a Venezuela de la Gran Colombia. Páez aceptó la idea de Núñez de Cáceres por lo que le dio pasaporte internacional a Bolívar. El 7 de noviembre del mismo año, en la Asamblea celebrada en el convento de San Francisco en Caracas, en la que participó y habló Páez, dio uno de los discursos más revolucionarios, argumentando que «el pacto social se disuelve». A principios de 1827, cuando el movimiento se paralizó en la presencia de Bolívar, Núñez de Cáceres decidió salir de Venezuela con destino a México.
Él y su familia se trasladaron a México, donde primero se establecieron en la ciudad San Luis Potosí y en Ciudad Victoria, capital de Tamaulipas. En los primeros años, ejerció la abogacía. En 1830 fue nombrado fiscal de la Corte Suprema de Justicia. En 1833 fue elegido senador del Estado de Tamaulipas y miembro de la Confederación del Congreso mexicano y en el mismo año fue nombrado Ciudadano Ilustre de Tamaulipas.
Sirvió con el general Moctezuma en el Pozo del Carmen, e hizo suyo el programa de este soldado. En 1834 fue nombrado tesorero de la Hacienda Pública, cargo que alternó con su profesión de abogado.
En 1844 cayó gravemente enfermo y el Gobierno del Estado y la Junta Departamental de Tamaulipas le asignó una pensión para aliviar su dolor. El 11 de septiembre de 1846 murió en Ciudad Victoria, Tamaulipas.
Después de la muerte del héroe dominicano, su discípulo Simón de Portes, quien se mudó con él a México, hizo un discurso en el acto de inhumación de los restos del gran dominicano.